# Typhoon Noruda
Typhoon Noruda (台風のノルダ Taifū no Noruda?) es una película japonesa de anime dirigida por Yōjirō Arai y estrenada el 5 de junio de 2015.

## Argumento
La película tiene lugar en una pequeña isla tropical de la prefectura de Okinawa, donde tras la aparición de una misteriosa niña, un gran tifón golpea el instituto, dejando a los estudiantes aislados del resto de habitantes de la isla. Sin poder salir del edificio, los estudiantes deberán dejar de lado sus diferencias y problemas personales para trabajar juntos con el fin de sobrevivir no solo a la fuerte tormenta, sino también a lo que hay detrás y que amenaza a toda la isla.

## Reparto
- Kaya Kiyohara como Noruda.
- Shūhei Nomura como Shuichi Azuma.
- Daichi Kaneko como Kenta Saijo.
- Hideki Kojima como Kanzaki.

## Producción
La película es la primera como director de Yōjirō Arai, quien anteriormente ya había trabajado como animador para Studio Ghibli. La película fue producida por Studio Colorido y contó con una banda sonora a cargo de uno de los compositores japonés más conocido en el mundo de los videojuegos, Masashi Hamauzu, creador de bandas sonoras para sagas como Final Fantasy y temas de la banda japonesa Galileo Galilei. La película fue distribuida por Sentai Filmworks.